# Цесьле (гміна Бодзанув)
Цесьле (пол. Cieśle) — село в Польщі, у гміні Бодзанув Плоцького повіту Мазовецького воєводства.
Населення — 335 осіб (2011).
У 1975-1998 роках село належало до Плоцького воєводства.

## Демографія
Демографічна структура станом на 31 березня 2011 року:
|          | Загалом | Допрацездатний вік | Працездатний вік | Постпрацездатний вік |
| -------- | ------- | ------------------ | ---------------- | -------------------- |
| Чоловіки | 164     | 41                 | 105              | 18                   |
| Жінки    | 171     | 34                 | 95               | 42                   |
| Разом    | 335     | 75                 | 200              | 60                   |